# Casearia megacarpa
Casearia megacarpa är en videväxtart som beskrevs av José Cuatrecasas. Casearia megacarpa ingår i släktet Casearia och familjen videväxter. Inga underarter finns listade i Catalogue of Life.